# Panic at Rock Island
Panic at Rock Island (Brasil: Pânico na Ilha do Rock ) é um telefilme produzido na Austrália em 2011, dirigido por Tony Tilse e com atuações de Grant Bowler, Dee Smart, Anna Hutchinson, Jessica Tovey e Vince Colosimo.